# Huber+Suhner
La Huber+Suhner è una azienda svizzera che opera nel campo della manifattura di cavi, fibre e prodotti per l'elettronica.
L'azienda è quotata alla SIX Swiss Exchange (HUBN) dal 1998.

## Storia
La ditta Huber+Suhner nacque nel 1969 dalla fusione della Suhner & Co AG, fondata a Herisau nel 1864 da Gottlieb Suhner, con la R. & E. Huber AG, costituita a Pfäffikon nel 1882 da Rudolf Huber. Le due aziende erano inizialmente attive nel settore tessile, ma prima la Huber nel 1885 e poi la Suhner nel 1892 si orientarono verso la produzione di cavi e fili metallici isolati per l'industria elettrica, prodotti che successivamente integrarono con articoli tecnici in gomma e in materiali sintetici.
Nel 1975 la ditta cominciò a specializzarsi in prodotti di nicchia di alto livello e negli anni 1990 è passata dalla produzione di singoli componenti a quella di sistemi. L'azienda, inizialmente rivolta al mercato nazionale, è divenuta un gruppo industriale tecnologico attivo su scala mondiale, con una posizione di punta nelle tecniche di connessione elettriche e ottiche. Questa evoluzione trovò un preciso riscontro nella crescita della quota di esportazione, dal 10% del 1975 al 51% del 1995, e nella realizzazione di unità di produzione all'estero dopo il 1995. Nel 1988 il gruppo ha inoltre acquistato la Champlain Cable Corporation negli Stati Uniti, poi rivenduta nel 2003.
Nel 2001-2002 l'azienda si riorientò verso le competenze di base delle tecnologie dell'alta frequenza, della fibra ottica e dei cavi di bassa frequenza. La diversificazione equilibrata nei mercati della comunicazione, dei trasporti e dell’industria hanno portato alla vendita di diversi reparti e, dal 2004 al 2006, a profitti senza precedenti. Al 2005 l'azienda contava 2751 impiegati, di cui il 55% in Svizzera.